# شعار البرتغال
شعار البرتغال (بالبرتغالية: Brasão de armas de Portugal‏) هو شعار ورمز البرتغال الحالي أعتمد في 30 يونيو من عام 1911 ويظهر في الشعار درع البرتغال الوطني مدعم بشجيرات صفراء على يمين ويسار الشعار ويوجد أسفل الشعار اللونين الأحمر والأخضر ألذان يرمزان لعلم البرتغال.

## التصميم
صمم الرسام كولومبانو بوردالو بينهيرو النموذج الحالي لشعار النبالة البرتغالي، وهو عضو في اللجنة المُعيّنة في 15 أكتوبر/تشرين الأول 1910 لتقديم مشروع علم البرتغال الوطني الجديد، عقب تأسيس الجمهورية البرتغالية الأولى في 5 أكتوبر/تشرين الأول 1910. وافقت الحكومة المؤقتة للجمهورية على النماذج التي اختارتها اللجنة في 29 نوفمبر/تشرين الثاني 1910، وأقرّتها الجمعية التأسيسية بموجب مرسوم صادر في 19 يونيو/حزيران 1911، وحُدّدت تفاصيلها في الجريدة الرسمية (Diário do Governo) العدد 150 بتاريخ 30 يونيو/حزيران 1911.